# IC 2288
IC 2288 ist eine Spiralgalaxie vom Hubble-Typ Sb im Sternbild Krebs auf der Ekliptik. Sie ist schätzungsweise 203 Mio. Lichtjahre von der Milchstraße entfernt und hat einen Durchmesser von etwa 35.000 Lichtjahren.

Im selben Himmelsareal befinden sich u. a. die Galaxien NGC 2554 und IC 2250.
Das Objekt wurde am 13. Februar 1901 von Max Wolf entdeckt.